# Marcel Lefebvre
Pour les articles homonymes, voir Marcel Lefebvre (homonymie) et Lefèvre.
Marcel Lefebvre, né le 29 novembre 1905 à Tourcoing (Nord) et mort le 25 mars 1991 à Martigny (Suisse), est un homme d'Église français. À partir des années 1960, farouchement opposé aux réformes issues du concile Vatican II, il devient une figure majeure du catholicisme traditionaliste en fondant la Fraternité sacerdotale Saint-Pie-X.
Archevêque catholique de Dakar et délégué apostolique pour l'Afrique française, il devient en 1962 archevêque-évêque de Tulle, puis supérieur général de la congrégation du Saint-Esprit. Figure emblématique de l'opposition au concile Vatican II, il fonde en 1970 la Fraternité Saint-Pie-X et le séminaire international d'Écône qui lui est rattaché, créés pour « former des séminaristes en vue de la prêtrise », dans le maintien des traditions doctrinales et liturgiques catholiques romaines antérieures au concile. Avec la Fraternité, il œuvre notamment à la conservation de la messe tridentine par opposition à la messe de Vatican II.
En 1988, il est excommunié latæ sententiæ par le pape Jean-Paul II pour avoir, contre l'avis préalable de Rome, sacré quatre évêques traditionalistes. Les excommunications qui pèsent sur ces évêques ordonnés illicitement sont levées en 2009 par le pape Benoît XVI.

## Biographie

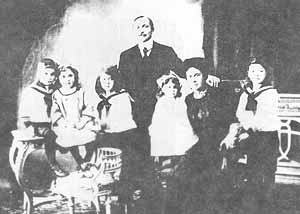
Photo de famille du jeune Marcel Lefebvre (1908).

Marcel Lefebvre, né le 29 novembre 1905 de René Lefebvre et de Gabrielle Watine, est issu d'une famille de l'ancienne bourgeoisie industrielle et catholique du Nord,,, dont cinq enfants sur huit deviennent prêtres ou religieux. Parmi eux, Marie-Christiane du Saint-Esprit sera la fondatrice du carmel de Quiévrain et Marie-Gabriel celle des Sœurs de la Fraternité Saint-Pie-X. Il est également le cousin éloigné du cardinal Joseph-Charles Lefèbvre (1892-1973) et de dom Georges Lefebvre (1908-1999), sous-prieur de l'abbaye de Ligugé.
Élève de l’Institution libre du Sacré-Cœur, entré au Séminaire français de Rome le 25 octobre 1923 (ses études lui inspirent une fascination pour les papes), il est ordonné prêtre en 1929 par l'archevêque de Lille, Achille Liénart. Déjà docteur en philosophie, il devint docteur en théologie l'année suivante. Disciple et admirateur de Henri Le Floch, son professeur, il lui reste fidèle bien que celui-ci ait été contraint de quitter son poste de recteur au séminaire français pour ses sympathies maurrassiennes (l'Action française venait d'être condamnée par Pie XI en 1926).
Marcel Lefebvre est très affecté par la condamnation de l'Action française, en laquelle il voyait un combat pour l'ordre chrétien qu'il désirait lui-même. Il déclare ainsi en 1974 : « C'était un mouvement de réaction contre le désordre qu'amenait la franc-maçonnerie dans le pays, en France : une réaction saine, définitive, un retour à l'ordre, à la discipline, retour à la morale, à la morale chrétienne […]. Le fait que le Saint-Père l'ait condamnée fut contraire à l'ordre et coupa les bras à la contre-révolution ». S'il prétend n'avoir jamais lu Maurras ni adhéré à l'Action française, il cite toutefois cet auteur à trois reprises dans l'un de ses ouvrages.
Après un an comme second vicaire de la paroisse ouvrière de Marais-de-Lomme et de son église, Notre-Dame de Lourdes, à Lomme (la paroisse actuelle Saint-Benoît-des-Marais étant sa continuité), il entre au noviciat de la congrégation du Saint-Esprit (congrégation missionnaire dont les membres sont plus connus sous le nom de spiritains). Il fait profession religieuse en septembre 1932.

### Missionnaire

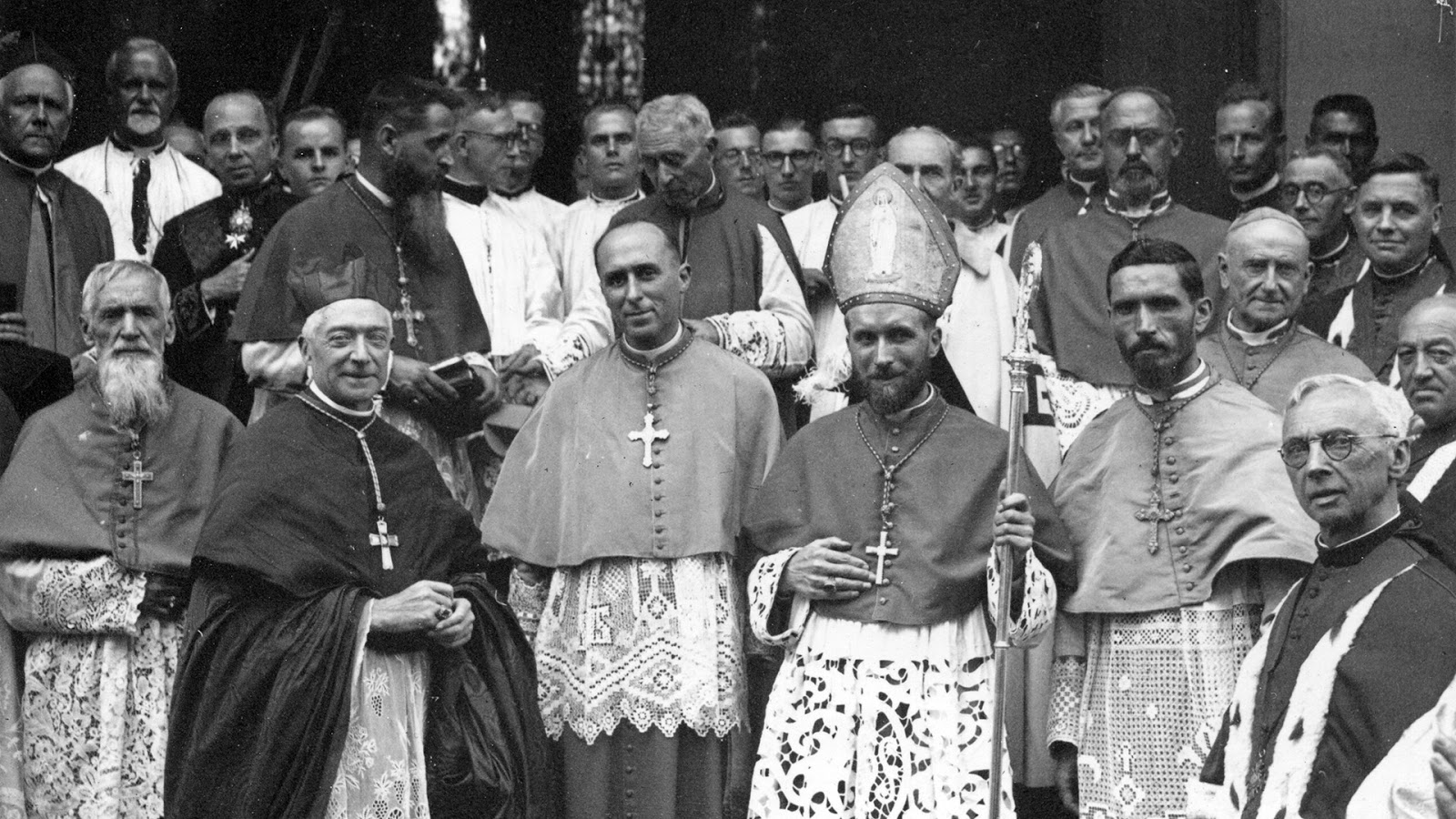
Consécration épiscopale de Marcel Lefebvre à Tourcoing le 18 09 1947.

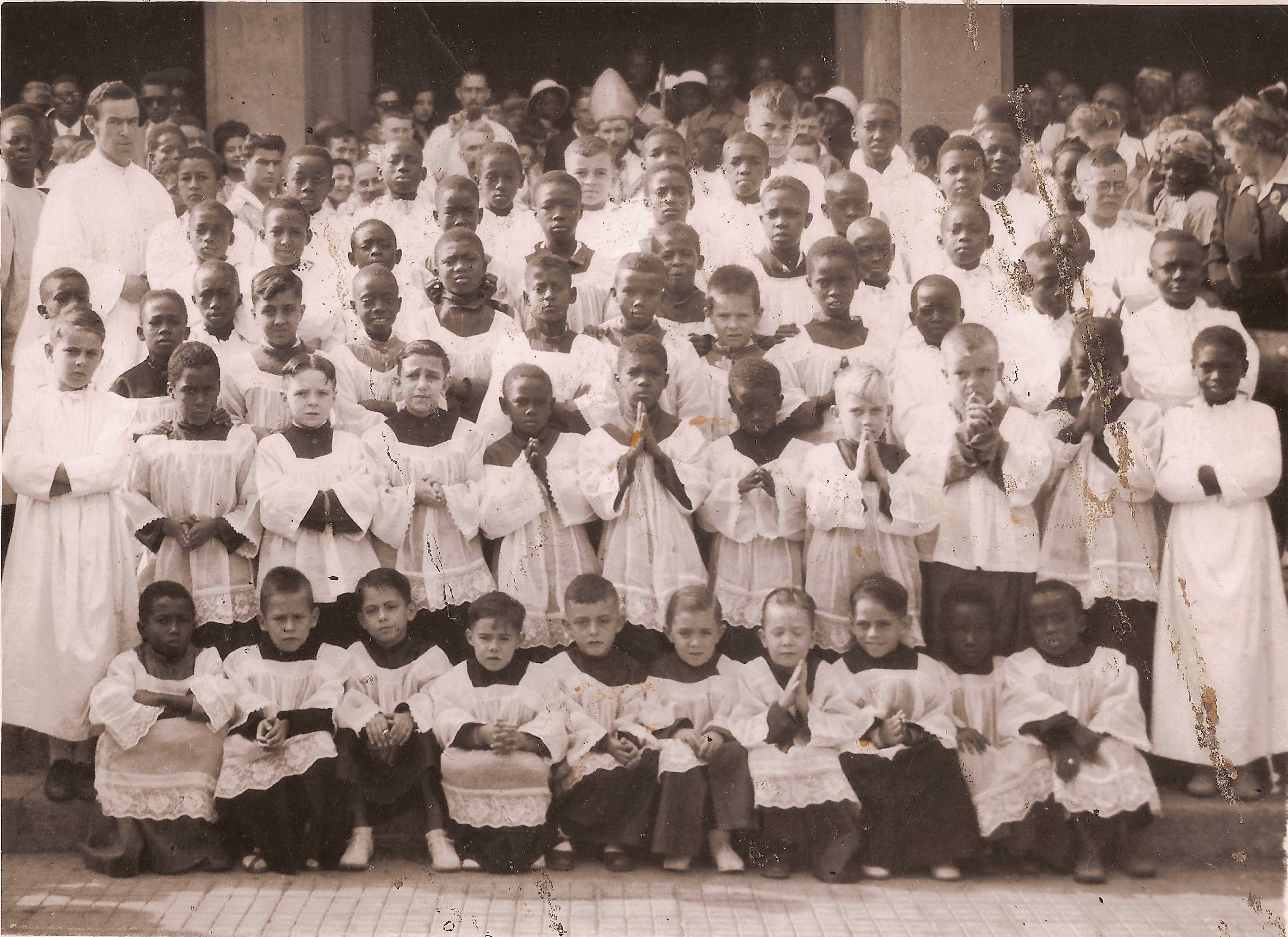
Marcel Lefebvre à la sortie de la cathédrale de Dakar, lors d'une grande fête, entouré des enfants de chœur (vers 1952)

Il devient missionnaire au Gabon. Il s'y implique dans des postes de brousse et dirige le séminaire. Lorsqu'éclate la Seconde Guerre mondiale, il est encore mobilisable et est affecté comme aumônier à la 1re compagnie du bataillon de tirailleurs du Gabon.
Le nord de la France est rattaché administrativement à la Belgique occupée. Son père, René Lefebvre (en), né le 23 février 1879 à Tourcoing, membre d'un réseau de résistance, est jugé à Berlin et par deux fois condamné à mort le 28 mai 1942 pour « intelligence avec l'ennemi » et « recrutement de jeunes gens pouvant porter les armes contre le Grand Reich allemand ». Il meurt le 4 mars 1944 d'une hémiplégie, à la suite des coups donnés par son gardien au camp de Sonnenburg. Il est décoré de la médaille militaire à titre posthume, le 16 juillet 1953.
Marcel Lefebvre est rappelé en France en 1945 et nommé supérieur du scolasticat des spiritains à Mortain. Selon son biographe Bernard Tissier de Mallerais, il s'y emploie « à corriger les idées fausses et détruire les utopies malsaines qui se répandaient dans le clergé. La Libération, en condamnant le régime de Vichy, avait réprouvé le mouvement spontané de restauration d'un ordre social chrétien approuvé par le Maréchal (Pétain), et elle ramenait tout ce que ce dernier avait éliminé en France ».
En 1947, il retourne en Afrique comme évêque titulaire d'Anthédon (de) et vicaire apostolique de Dakar (le Sénégal compte alors 54 000 catholiques sur 1,7 million d'habitants), où il fonde l'année suivante le cours Sainte-Marie de Hann, établissement privé ambitieux destiné à accueillir des élèves venus de toute l'AOF. Le pape Pie XII lui confère la charge de délégué apostolique pour l'Afrique francophone (plus de 40 diocèses) et archevêque titulaire d'Arcadiopolis-en-Europe (de), avec la mission d'y africaniser l'Église. Pour cela, Lefebvre crée des séminaires et confie des responsabilités au clergé local ; il doit aussi rechercher les ecclésiastiques aptes à devenir évêques. Il est remplacé à cette charge le 9 juillet 1959 par Jean-Marie Maury, mais reste archevêque de Dakar (Il est le premier évêque à occuper cette charge, créée en 1955). À la demande du président sénégalais, Léopold Senghor, Jean XXIII le retire de Dakar où il est remplacé en janvier 1962 par Hyacinthe Thiandoum qu'il avait ordonné prêtre en 1949.
Il est nommé évêque de Tulle, succédant à Amable Chassaigne, tout en restant archevêque à titre personnel. La même année, et dans des conditions particulièrement tendues, il est élu supérieur général des missionnaires spiritains. Il renonce alors au diocèse de Tulle et est nommé par Rome en août 1962, archevêque in partibus de Synnada-en-Phrygie (de),.

### Participation à Vatican II
C'est à titre d'archevêque titulaire, et supérieur général religieux qu'il participe au concile Vatican II.
Au sein de la commission préparatoire, il fait de sérieuses critiques contre le schéma sur la liturgie. En séance plénière, cependant, il n'intervient qu'une seule fois : contre la collégialité (notamment les pouvoirs accordés aux conférences épiscopales en matière liturgique). Le 4 décembre 1963, au vote final sur la constitution Sacrosanctum Concilium (sur la liturgie), il vote avec la majorité qui est très largement en faveur du document.
Il tente, en vain, d'introduire la condamnation expresse du communisme dans la constitution Gaudium et Spes sur l'activité pastorale de l'Église.
Mais c'est surtout lors des débats sur la liberté religieuse qu'il se fait remarquer. Il rejoint le groupe informel Coetus Internationalis Patrum. Ce groupe de travail critique notamment les textes proposés à l'assemblée des évêques sur la liberté religieuse, les jugeant non conformes à la Tradition de l'Église. Après de longs débats, le texte de Dignitatis Humanae est cependant adopté par 2 308 voix contre 70. Durant le concile, au sein du Coetus, il cherche à faire entendre la voix traditionaliste.
Il a notamment voté contre la déclaration Dignitatis Humanæ sur la liberté religieuse, mais a apposé sa signature sur le document final, alors même que d'autres prélats présents ne le faisaient pas,. La signature est enregistrée dans les Acta Synadolia Sacrosancti Concili Oecumenici Vaticani II, la publication officielle des actes du Concile. L'original manuscrit est consultable aux archives du Vatican, où Lefebvre signe aussi par procuration pour l'évêque Auguste Grimault. Il a cependant nié avoir approuvé la déclaration Dignitatis Humanæ par cette signature, expliquant qu'elle signifiait sa « présence à cette séance de votes pour quatre documents ». Le Père Vincenzo Carbone, archiviste du Vatican, conteste cette explication, arguant que les votes étaient anonymes et ne prenaient pas en compte de procurations, contrairement aux signatures finales sur la promulgation.
En octobre 1965, juste avant le vote de la déclaration Nostra Ætate sur les religions non chrétiennes, il signe avec deux autres évêques une circulaire du Coetus Internationalis Patrum demandant le maintien dans la doctrine de l'Église de la « responsabilité collective » des juifs dans la mort du Christ, et de la « réprobation et malédiction de la religion judaïque ». Le texte propose en outre que la condamnation des persécutions antisémites soit limitée aux manifestations dirigées contre les juifs « à cause de leur race ou de leur religion », précisant que « sans cette formule, le Concile émettrait un jugement historique et moral sur des faits qui eurent aussi des causes économiques et sociales ». La déclaration Nostra Ætate est approuvée sans ces modifications par 2 288 voix contre 88.
Au total, Marcel Lefebvre signe la totalité des textes promulgués lors du concile Vatican II.
Le concile terminé, il aborde la question de l'« aggiornamento » au sein de la congrégation des spiritains. En 1968, la règle établie par leur fondateur, le père François Libermann (1802 - 1852), subit une modification que Marcel Lefebvre refuse, et il se démet de sa charge de supérieur général.
Peu à peu, d'abord en privé puis ouvertement après la publication du nouveau Missel romain en 1969, il s'associe à la critique des « traditionalistes » à l'encontre du concile Vatican II et des réformes issues de l'« esprit du concile ».
Sa critique du concile s'articule autour de quatre grandes thématiques : celle de la liberté religieuse, de l'œcuménisme, de la collégialité et de la liturgie. Il critique également les travaux du Consilium, qui subsiste après le Concile. De manière générale, il considère que l'Église dérive vers le modernisme et le protestantisme, et appuie ses propos sur le Syllabus de Pie IX et l'encyclique Pascendi Dominici gregis de Pie X.

### Fraternité sacerdotale Saint-Pie-X

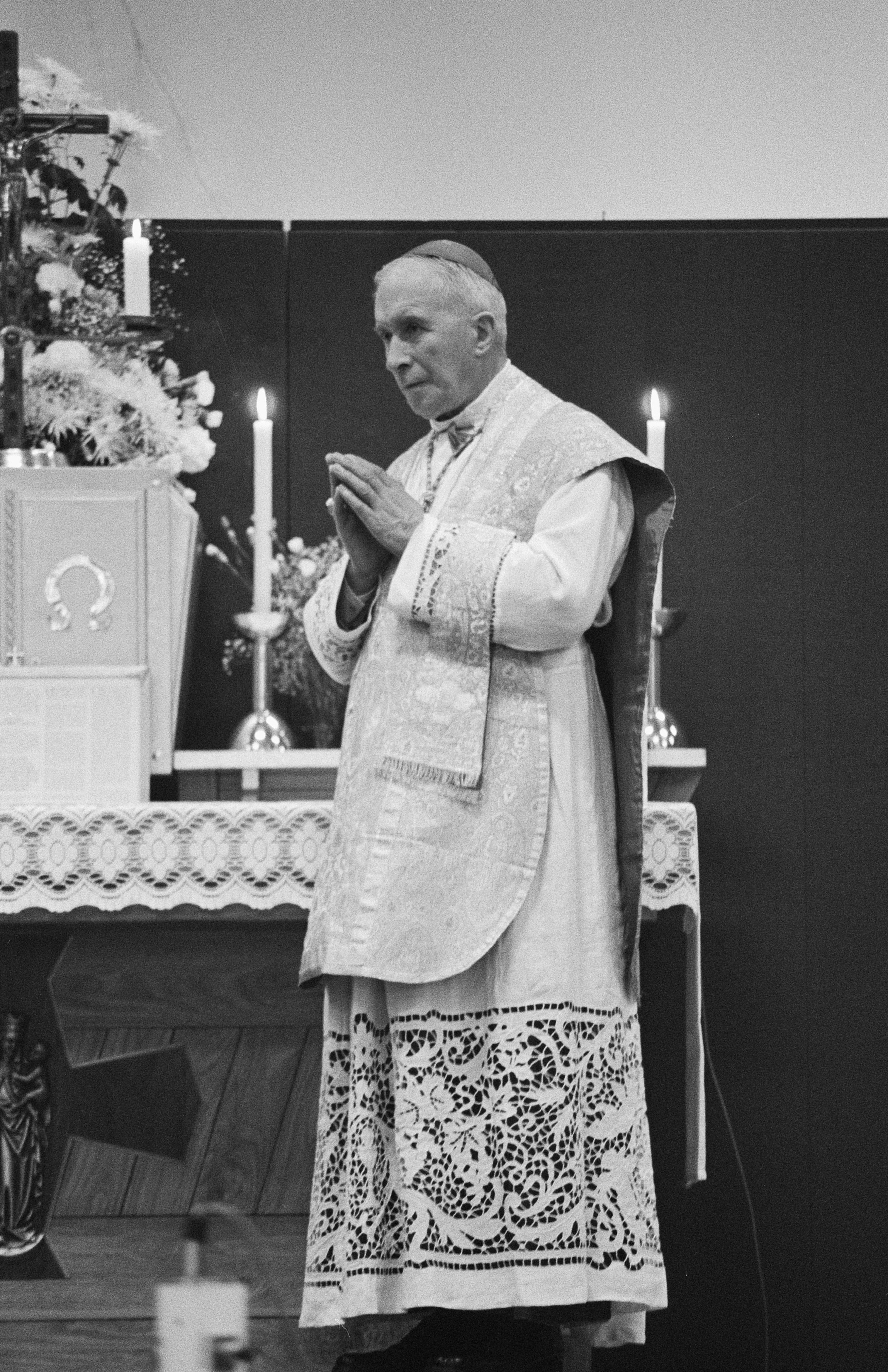
Marcel Lefebvre lors d'une messe de forme tridentine du rite romain à Veldhoven (Pays-Bas) le 19 juillet 1981.

En 1969, plusieurs séminaristes français de Rome lui demandent d'agir. La même année, il est invité à Fribourg par Bernard Faÿ qui l'héberge. C'est au cours d'une réunion dans la bibliothèque de Faÿ, que ce dernier et le frère dominicain Marie-Dominique Philippe exhortent Lefebvre à créer un séminaire,, lui recommandant l'évêque de Lausanne.
Le 1er novembre 1970, les statuts de la Fraternité des Apôtres de Jésus et Marie, qui devient dans le langage courant la Fraternité sacerdotale Saint-Pie-X, sont approuvés au niveau diocésain. L'institution est érigée canoniquement par François Charrière, évêque du diocèse de Lausanne, Genève et Fribourg en tant que « pieuse union » pour une durée de trois ans ad experimentum renouvelables. De son côté, l'évêque de Sion l'autorise à fonder un séminaire à Écône. Selon les statuts, le but de cette Pieuse union demeure « le sacerdoce et tout ce qui s’y rapporte et rien que ce qui le concerne ».
D'abord relativement discret dans sa critique du concile Vatican II, Marcel Lefebvre en vient à prendre publiquement position. Rome lui enjoint d'adopter le rite de Paul VI, ce qu'il refuse. Le 11 novembre 1974, la Congrégation des séminaires envoie à Écône en Valais (Suisse) un groupe de deux « visiteurs apostoliques » pour examiner le fonctionnement du séminaire, dont Albert Descamps, évêque, professeur d'exégèse et recteur magnifique de l'université catholique de Louvain.
Des séminaristes sont choqués de déclarations faites par les visiteurs apostoliques à Écône : ceux-ci auraient ouvertement minimisé l'importance du célibat sacerdotal. Par ailleurs, Marcel Lefebvre ne reçoit pas de compte-rendu de leurs conclusions, alors que cela lui avait été promis.
Il publie le 21 novembre 1974 un manifeste résumant ses positions :

« Nous adhérons de tout cœur, de toute notre âme à la Rome catholique, gardienne de la Foi catholique et des traditions nécessaires au maintien de cette foi, à la Rome éternelle, maîtresse de sagesse et de vérité. Nous refusons par contre et avons toujours refusé de suivre la Rome de tendance néo-moderniste et néo-protestante qui s'est manifestée clairement dans le concile Vatican II et après le concile dans toutes les réformes qui en sont issues. […]

Aucune autorité, même la plus élevée dans la hiérarchie, ne peut nous contraindre à abandonner ou à diminuer notre foi catholique clairement exprimée et professée par le magistère de l'Église catholique depuis dix-neuf siècles. S'il arrivait, dit saint Paul, que nous-mêmes ou un Ange venu du ciel vous enseigne autre chose que ce que je vous ai enseigné, qu'il soit anathème (Gal. 1:8). N'est-ce pas ce que nous répète le Saint-Père aujourd'hui ? Et si une certaine contradiction se manifestait dans ses paroles et ses actes ainsi que dans les actes des dicastères, alors nous choisissons ce qui a toujours été enseigné et nous faisons la sourde oreille aux nouveautés destructrices de l'Église. […]

Cette Réforme étant issue du libéralisme, du modernisme, est tout entière empoisonnée ; elle sort de l'hérésie et aboutit à l'hérésie, même si tous ses actes ne sont pas formellement hérétiques. Il est donc impossible à tout catholique conscient et fidèle d'adopter cette Réforme et de s'y soumettre de quelque manière que ce soit. […]

C'est pourquoi sans aucune rébellion, aucune amertume, aucun ressentiment nous poursuivons notre œuvre de formation sacerdotale sous l'étoile du magistère de toujours, persuadés que nous ne pouvons rendre un service plus grand à la Sainte Église catholique, au Souverain Pontife et aux générations futures. C'est pourquoi nous nous en tenons fermement à tout ce qui a été cru et pratiqué dans la foi, les mœurs, le culte, l'enseignement du catéchisme, la formation du prêtre, l'institution de l'Église, par l'Église de toujours et codifié dans les livres parus avant l'influence moderniste du concile en attendant que la vraie lumière de la Tradition dissipe les ténèbres qui obscurcissent le ciel de la Rome éternelle. »

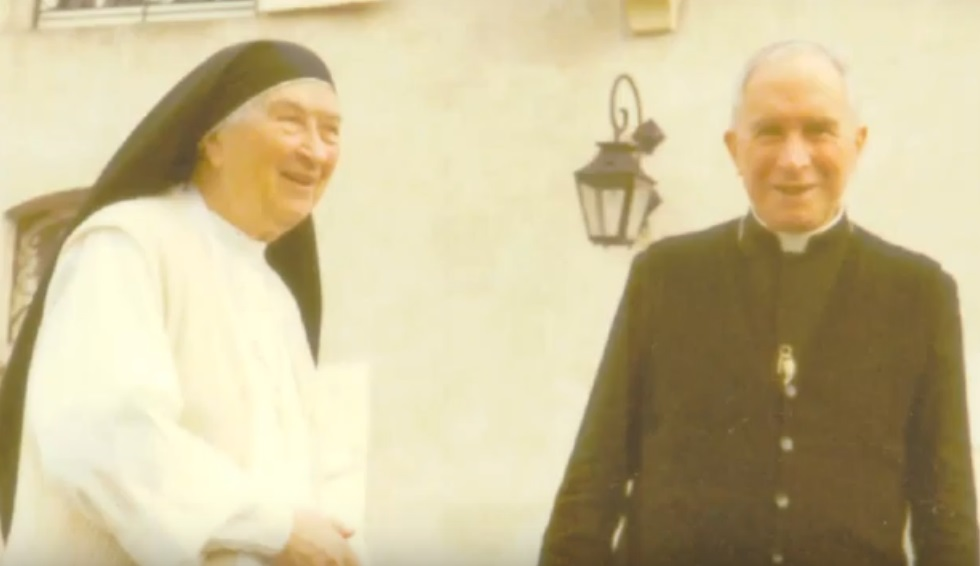
Avec sa sœur, Marie-Gabriel, Marcel Lefebvre fonde les Sœurs de la Fraternité Saint-Pie-X en 1974.

À la suite du rapport critique des visiteurs apostoliques, une commission composée de trois cardinaux est constituée et convoque Marcel Lefebvre, le 13 février 1975, pour clarifier la situation. Face aux préfets des Études, du Clergé et des Religieux, il maintient ses critiques de l'« Église conciliaire ».
En conséquence, le 6 mai 1975, Pierre Mamie, l'évêque de Fribourg, « retire les actes et les concessions effectués par [son] prédécesseur en ce qui regarde la Fraternité Sacerdotale Saint-Pie X, particulièrement le décret d’érection du 1er novembre 1970 »: la Fraternité n'a plus d'existence canonique dans l'Église.

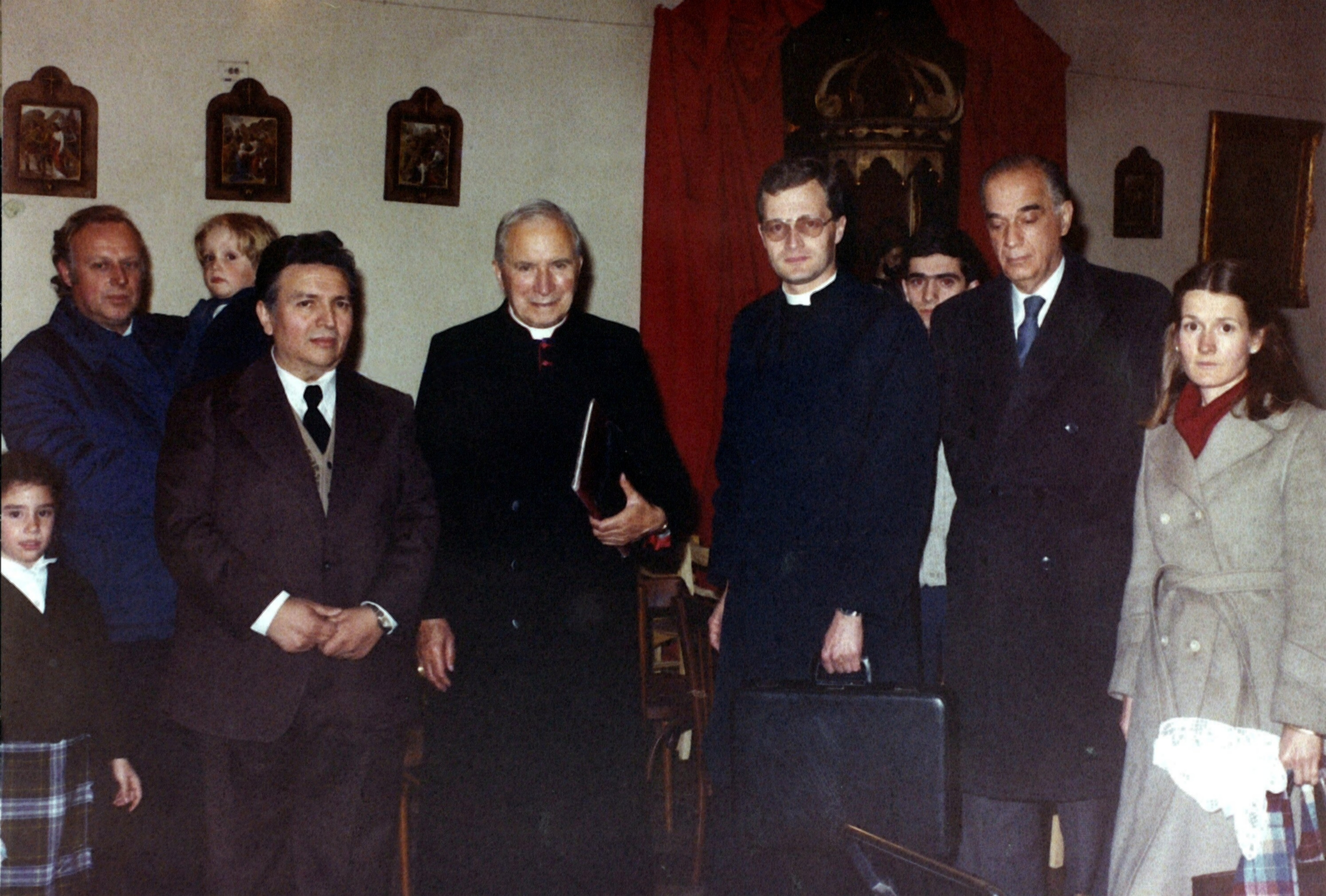
Marcel Lefebvre à Córdoba en Argentine.

Malgré cela, Lefebvre décide de continuer son action de formation de prêtres et, en juin 1976, il ordonne treize prêtres sans lettres dimissoires.
Le 22 juillet 1976, le pape Paul VI frappe Marcel Lefebvre d'une suspense a divinis pour ordinations sans lettres dimissoriales et la Fraternité est dissoute.
En réponse, dans un entretien au Figaro, le prélat considère que Vatican II est « un concile schismatique » et s'interroge publiquement sur la légitimité de Paul VI.
Le 29 août, au cours d'une messe à Lille célébrée devant des milliers de fidèles, il attaque violemment les sacrements et le clergé post-conciliaires : « Le rite de la nouvelle messe est un rite bâtard. Les sacrements sont des sacrements bâtards. [...] Les prêtres qui sortent des séminaires sont des prêtres bâtards », ajoutant qu'« on ne peut dialoguer ni avec les francs-maçons, ni avec les communistes, car on ne dialogue pas avec le diable ! ».
Le 11 septembre 1976, Marcel Lefebvre et Paul VI se rencontrent à Castel Gandolfo pour une discussion, qui tourne au dialogue de sourds. Marcel Lefebvre propose au pape d'autoriser des chapelles où les fidèles qui le souhaitent pourraient « prier comme avant le Concile », ce à quoi il se voit opposer un refus net. De son côté, le pape, tout en reconnaissant l'existence de dérives à la suite du concile, accuse Marcel Lefebvre de désobéissance, allant même à le comparer à un antipape.
Le 27 février 1977, des fidèles traditionalistes, menés par François Ducaud-Bourget, soutenant la forme tridentine du rite romain, occupent par la force l'église parisienne Saint-Nicolas-du-Chardonnet.
Malgré les tensions entre Marcel Lefebvre et le Saint-Siège, les relations ne sont jamais rompues et nombre de courriers sont échangés afin de trouver une solution apaisée,,. « Puisque Rome se réclame du pluralisme, qu'elle reconnaisse à notre communauté le droit à l'existence et mette des lieux de culte à notre disposition », déclare-t-il lors d'un déjeuner du Cercle lausannois de la presse, ajoutant qu'Écône peut compter à l'étranger sur l'appui d'au moins trois évêques : Arrigo Pintonello, recteur des séminaires régionaux pour les provinces de Rome et de Naples, et les deux prélats brésiliens Geraldo de Proença Sigaud et Antônio de Castro Mayer. Si Antônio de Castro Mayer (1904-1991), évêque de Campos (en) (État de Rio de Janeiro), sera à ses côtés lors du sacre des évêques effectué le 30 juin 1988 à Écône (voir infra), Geraldo de Proença Sigaud, archevêque de Diamantina, introduit dans son diocèse le nouveau missel de rite romain promulgué par le pape Paul VI et se distancie de Marcel Lefebvre.

### Rupture

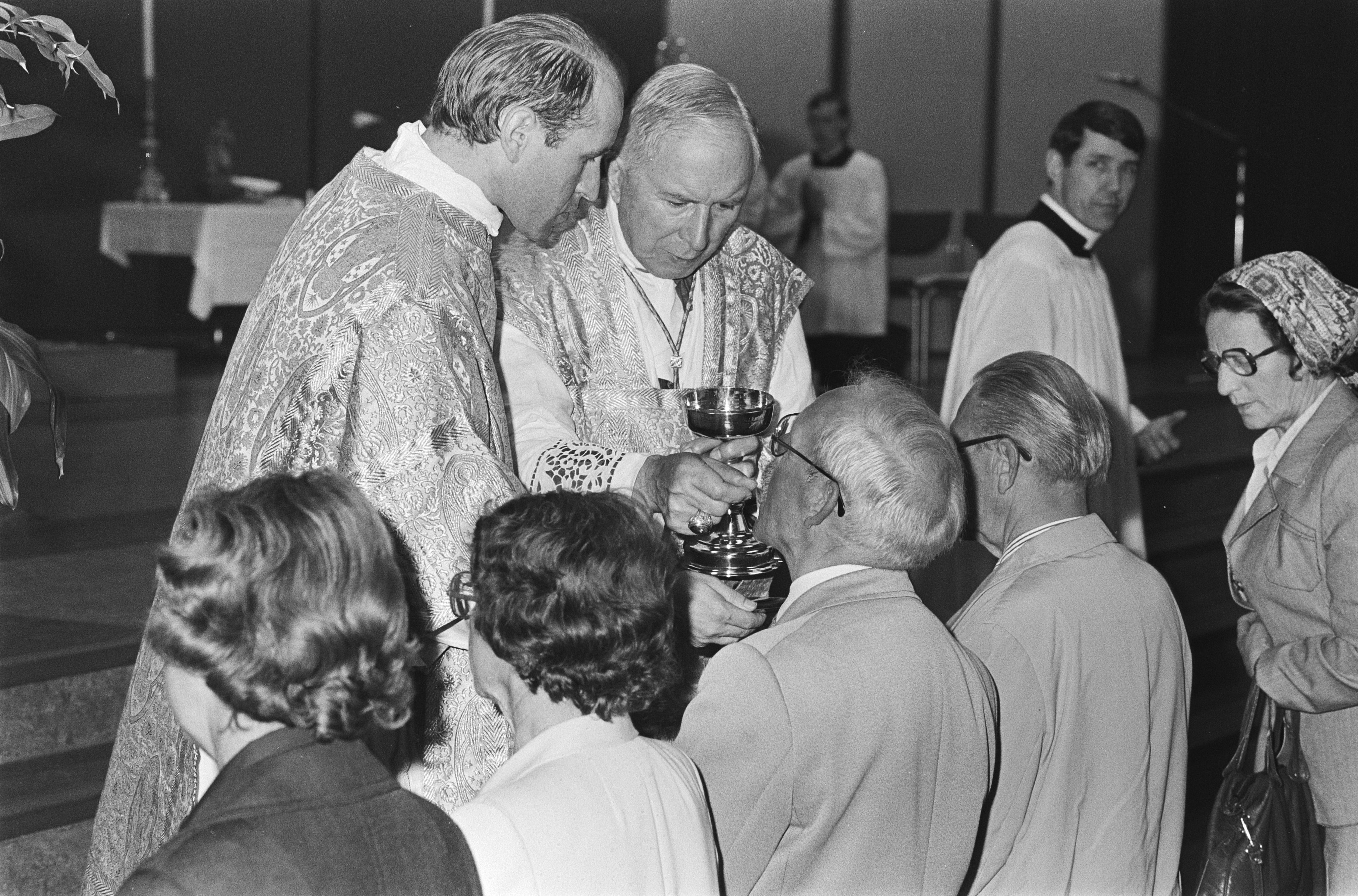
Marcel Lefebvre donnant la communion en 1981, assisté de Franz Schmidberger.

Le conflit entre le prélat et Rome s'exacerbe en 1986. En effet, en cette année-là, le pape Jean-Paul II organise, à Assise, une rencontre inter-religieuse où les représentants de toutes les religions sont invités à une journée de prière pour la paix. Le pape prend soin d'écarter toute idée de syncrétisme dans son adresse d'accueil, et insiste sur l'idée de « se retrouver ensemble pour prier, mais non pas prier ensemble ».
Marcel Lefebvre juge ces pratiques incompatibles avec la tradition de l'Église et contraires au premier commandement de Dieu : « un seul Dieu tu adoreras ! … Je suis un Dieu jaloux ». Il envoie au pape[réf. nécessaire] une image avec le texte du psaume 95 de la Vulgate des Écritures saintes (psaume 96 dans d'autres versions): « Les dieux des gentils sont des démons ».

Le 29 août 1987, dans une lettre adressée aux quatre candidats qu'il souhaite sacrer évêque, Marcel Lefebvre motive son action en écrivant :

« La chaire de Pierre et les postes d’autorité de Rome étant occupés par des antichrists, la destruction du Règne de Notre Seigneur se poursuit rapidement à l’intérieur même de son Corps mystique ici-bas, spécialement par la corruption de la sainte Messe […] La corruption de la sainte Messe a amené la corruption du sacerdoce et la décadence universelle de la foi dans la divinité de Notre Seigneur Jésus-Christ […] Cette Rome, moderniste et libérale, poursuivant son œuvre destructrice du Règne de Notre Seigneur comme le prouvent Assise et la confirmation des thèses libérales de Vatican II sur la liberté religieuse, je me vois contraint par la Providence divine de transmettre la grâce de l’épiscopat catholique que j’ai reçue, afin que l’Église et le sacerdoce catholique continuent à subsister pour la gloire de Dieu et le salut des âmes.
C’est pourquoi, convaincu de n’accomplir que la Sainte volonté de Notre Seigneur, je viens par cette lettre vous demander d’accepter de recevoir la grâce de l’épiscopat catholique […] »

— Lettre de Mgr Lefebvre aux futurs évêques
Pourtant, ni le fondateur de la FSSPX ni le pape Jean-Paul II ne veulent une rupture et tentent de maintenir le dialogue. En octobre 1987, le pape nomme le cardinal québécois Édouard Gagnon comme médiateur. Celui-ci rend visite à de nombreuses maisons de la Fraternité Saint-Pie X ; il conclut sa tournée par des propos louangeurs et remet à Jean-Paul II un rapport sur ces visites.
Un protocole d'accord ouvrant la voie à une régularisation canonique est signé le 5 mai 1988 entre le cardinal Joseph Ratzinger, préfet de la Congrégation pour la Doctrine de la foi, et Marcel Lefebvre. Ce texte approuve notamment le principe de la nomination d'un évêque pour que l'œuvre de la Fraternité se maintienne. Néanmoins, le lendemain, Lefebvre rétracte unilatéralement sa signature, rendant nul l'accord.
Le 30 juin 1988, Marcel Lefebvre, assisté d'Antônio de Castro Mayer, sacre quatre évêques, Bernard Fellay, Bernard Tissier de Mallerais, Richard Williamson et Alfonso de Galarreta, contre la volonté du pape solennellement réaffirmée treize jours auparavant, ce qui provoque le premier schisme au sein du catholicisme depuis 1870, consécutif au Ier concile du Vatican. Le lendemain, le cardinal Bernardin Gantin, préfet de la Congrégation des évêques, déclare les quatre nouveaux évêques, ainsi que Marcel Lefebvre et son cocélébrant, excommuniés latæ sententiæ au titre des canons 1364-1 et 1382 du Code de droit canonique.
« L'apostat de la foi, l'hérétique ou le schismatique encourent une excommunication latæ sententiæ. »
« L'Évêque qui, sans mandat pontifical, consacre quelqu'un Évêque, et de même celui qui reçoit la consécration de cet Évêque encourent l'excommunication latæ sententiæ réservée au Siège Apostolique. »
Il déclare donc excommuniés Marcel Lefebvre, Antônio de Castro Mayer en tant qu'évêque cocélébrant, et les quatre nouveaux évêques dont Richard Williamson, Bernard Fellay, Bernard Tissier de Mallerais, et Alfonso de Galarreta. Le lendemain, par le motu proprio Ecclesia Dei, Jean-Paul II rappelle aux fidèles que ceux qui « adhèrent formellement » au schisme encourent l'excommunication eux aussi.
Certains proches de Marcel Lefebvre et de sa Fraternité refusent le terme de schisme en citant le père Jone O. M. Cap qui écrit en 1934 : « Est schismatique celui qui, par principe, ne veut pas être soumis au pape… mais n'est pas schismatique celui qui refuse simplement d'obéir au pape, alors même que ce serait pendant longtemps », ou encore en citant cette prose de saint Augustin : « Souvent aussi la divine providence permet que, victimes des agitations séditieuses excitées par les hommes sensuels, des justes même soient exclus de l'assemblée des chrétiens. S'ils endurent patiemment ces outrages et ces injustices, sans vouloir troubler la paix de l'Église par les nouveautés du schisme ou de l'hérésie, ils montrent à tous avec quel dévouement véritable, quel amour sincère l'homme doit servir son Dieu. Ces chrétiens dévoués ont dessein de rentrer au port, quand le calme aura succédé à la tempête. S'ils ne le peuvent, soit parce que l'orage continue à gronder, soit parce qu'ils craignent que leur retour n'entretienne la tempête ou n'en excite de plus terrible, ils préfèrent pourvoir au salut des agitateurs qui les ont chassés : et sans réunir des assemblées secrètes, ils soutiennent jusqu'à la mort et confirment par leur témoignage la foi qu'ils savent prêchée dans l'Église catholique. Celui qui voit leurs secrets combats sait en secret couronner leur victoire. Cette situation semble rare dans l'Église, mais elle n'est pas sans exemple, elle se présente même plus fréquemment qu'on ne pourrait le croire. Ainsi tous les hommes et toutes leurs actions servent à l'accomplissement des desseins de la divine providence pour la sanctification des âmes et l'édification du peuple de Dieu. » (De la vraie religion, 6,11).
Marcel Lefebvre meurt le 25 mars 1991 à Martigny, en Suisse, des suites d'un cancer, à l'âge de 85 ans. Il est alors inhumé dans le caveau du séminaire Saint-Pie-X d'Écône. La translation de sa dépouille a lieu le 24 septembre 2020, vers la crypte de l’église du Cœur Immaculé de Marie, toujours à Écône.
Le 21 janvier 2009, sous Benoît XVI, l'excommunication portant sur les quatre évêques sacrés a été levée par décret de la Congrégation pour les évêques,.

### Succession apostolique à la suite des sacres du 30 juin 1988
À ce jour, la succession apostolique (selon le terme reconnu par le Vatican) issue des sacres d'évêques du 30 juin 1988 se compose de 13 évêques, dont 10 sont en vie :
- Alfonso de Galarreta
- Bernard Fellay
- Bernard Tissier de Mallerais
  - Licinio Rangel (sacré par Bernard Tissier de Mallerais, ainsi que Alfonso de Galarreta et Richard Williamson, en tant que co-consécrateurs — sans l'autorisation du pape)
    - Fernando Rifan (sacré par le cardinal Darío Castrillón Hoyos et par Licínio Rangel, en tant que co-consécrateur — avec l'autorisation du pape)
- Richard Williamson
  - Jean-Michel Faure (de)[57],[58] (sacré le 19 mars 2015 par Richard Williamson, sans co-consécrateurs — sans l'autorisation du pape)
  - Thomas d'Aquin Ferreira da Costa (de) (sacré le 19 mars 2016 par Richard Williamson[59],[60] ainsi que Jean-Michel Faure, en tant que co-consécrateur — sans l'autorisation du pape)
  - Gerardo Zendejas (pt)[61] (sacré le 11 mai 2017 par Richard Williamson ainsi que Jean-Michel Faure et Thomas d'Aquin Ferreira da Costa en tant que co-consécrateurs — sans l'autorisation du pape).
  - Giacomo Ballini[62],[63] (sacré le 14 janvier 2021 par Richard Williamson — sans l'autorisation du pape).
  - Paul Morgan (en)[64] (sacré le 14 février 2022 par Richard Williamson ainsi que Giacomo Ballini, en tant que co-consécrateur — sans l'autorisation du pape).
  - Michal Stobnicki[65],[66] (sacré le 15 août 2022 par Richard Williamson — sans l'autorisation du pape).
  - Carlo Maria Viganò[67] (reconsacré « sous condition » fin 2023 par Richard Williamson — sans l'autorisation du pape).

### Positions politiques
Sur le plan politique, il soutient des mouvements conservateurs ainsi que certains régimes dictatoriaux se réclamant du catholicisme.
Sa pensée contre-révolutionnaire s’inspire de Léon de Poncins, Jacques Ploncard d'Assac et Jean Madiran, trois auteurs connus notamment pour leurs publications antisémites et antimaçonniques. Collaborant à un ouvrage du père Marziac (Précis de doctrine sociale), Lefebvre propose d'ajouter un passage consacré au « mystère d'Israël » :

« Israël ayant refusé le vrai Messie, se donnera un autre messianisme, temporel et terrestre : la domination du monde par l'argent, par la franc-maçonnerie, par la Révolution, par la démocratie socialiste. Nous ne devons pas oublier cependant que ce sont des Juifs, disciples du vrai Messie, qui fonderont le vrai Israël, Royaume spirituel, préparant au Royaume céleste. Les visées mondialistes des Juifs se réalisent à notre époque, depuis la fondation de la maçonnerie et de la Révolution qui a décapité l'Église et instauré la démocratie socialiste mondiale. »

Interrogé sur le général Pinochet, il déclare : « Je ne dis pas que son régime soit parfait, mais du moins trouvons-nous les principes chrétiens pour programme fondamental de son orientation politique ».
De même, en 1985, il déclare admirer les régimes qu'ont mis en place Franco et Salazar, saluant notamment le fait que ces deux pays avaient su rester neutres pendant la Seconde Guerre mondiale, épargnant non seulement leur population, mais aussi les Juifs qui y résidaient. Enfin, la même année, il accorde son soutien à Jean-Marie Le Pen, président du Front national, en tant que seul homme politique clairement opposé à l'avortement.

### Condamnation judiciaire
Le 14 novembre 1989, lors d'une conférence de presse à l'hôtel de Crillon, Marcel Lefebvre déclare que « le mieux, pour les musulmans, serait qu'ils rentrent chez eux », car ils vont sinon « petit à petit imposer leurs lois. Le droit chrétien ne peut pas concorder avec le droit islamique […]. Les musulmans ne peuvent pas être catholiques, ils ne peuvent pas être vraiment français. Il ne faut pas leur permettre de s'organiser, ni sur le plan politique, ni sur le plan religieux ». Il ajoute que si la construction de mosquées continue, « Ce sont vos femmes, vos filles, vos enfants qui seront kidnappés, et emmenés dans des quartiers réservés comme il en existe à Casablanca ».
Le 12 juillet 1990, à la suite d'une plainte déposée par la LICRA, il est condamné à cinq mille francs d'amende pour diffamation envers un groupe de personnes en raison de leur appartenance à une religion déterminée, car le prévenu « prête à la communauté musulmane dans son ensemble l'intention de commettre des crimes, celui de rapt, et celui de la séquestration » ; mais il est relaxé du chef d'accusation de provocation à la haine religieuse. Le 21 mars 1991, quatre jours avant sa mort, la cour d'appel de Paris confirme la condamnation et annule la relaxe, portant, en conséquence, l'amende à huit mille francs.

## Publications
- Pour l'honneur de l'Église, Paris, Nouvelle Aurore, 1975
- J'accuse le Concile, Martigny, éd. Saint-Gabriel, 1976
- La Messe de Luther, Martigny, éd. Saint-Gabriel, 1976
- Non : mais oui à l'Église catholique et romaine, Paris, Stock, 1977Entretiens de José Hanu avec Mgr Marcel Lefebvre.
- Un évêque parle, Paris, Dominique Martin Morin, 1979
- Lettre ouverte aux catholiques perplexes, Paris, Albin Michel, coll. « Lettre ouverte », 1985
- Ils l'ont découronné : du libéralisme à l'apostasie, la tragédie conciliaire, Broût-Vernet, Fideliter, 1989Recueil de sermons prononcés au séminaire d'Écône.
- Lettres pastorales et écrits (1948-1968), Broût-Vernet, Fideliter, 1989L'ouvrage est réédité en 2024 aux éditions Clovis, sous le titre de Lettres pastorales (1948-1968), 296 p.  (ISBN 9782384250219).
- La petite histoire de ma longue histoire : autobiographie, Broût-Vernet, Fideliter, 1999Série de conférences de Marcel Lefebvre à l'abbaye Saint-Michel, maison mère des sœurs de la Fraternité Saint-Pie-X. L'ouvrage est réédité en 2023 aux éd. Clovis.
- Bilan de quinze années de réformes conciliaires, Avrillé, Éd. du Sel, 2006
- La Messe de toujours, Suresnes, Clovis, 2006
- Dubia sur la déclaration conciliaire sur la liberté religieuse, Bordeaux, éd. Saint-Rémi, 2008
- Itinéraire spirituel, Paris, Iris, 2010
- « C'est moi, l'accusé, qui devrais vous juger ! » : commentaire des actes du Magistère pontifical condamnant les erreurs modernes, Suresnes, Clovis, 2014
- La sainteté sacerdotale, Suresnes, Clovis, 2015
- La Vie spirituelle : « Nous avons cru dans la charité » (préf. Abbé Patrick Troadec), Suresnes, Clovis, 2018
- Écône, chaire de Vérité : intégrale des sermons à Écône, Suresnes, Clovis, 2018
- Le mystère de Jésus, Suresnes, Clovis, 2023